# Satoshi Furukawa
Satoshi Furukawa (Yokohama, 4 de abril de 1964) é um médico e astronauta japonês.
Formado em medicina pela Universidade de Tóquio em 1989, trabalhou no departamento de cirurgias do hospital da mesma universidade entre 1989 e 1999, além de outros hospitais japoneses. Em fevereiro de 1999, ele foi selecionado pela NASDA para integrar o grupo de três japoneses candidatos à qualificação como astronautas, para participar de uma missão à Estação Espacial Internacional. Ele entrou no programa básico em abril do mesmo ano e foi qualificado em janeiro de 2001.
Desde abril de 2001, Furukawa começou treinamento para operações na ISS e nos anos seguintes fez parte da equipe que ajudou a desenvolver o hardware e as operações do módulo experimental Kibo. Em outubro de 2003, a NASDA fundiu-se com mais duas agências espaciais e foi fundada a JAXA, a Agência Japonesa de Exploração Aeroespacial, da qual ele passou a fazer parte. Em maio de 2004, ele completou o treinamento como engenheiro de voo das naves Soyuz, no Centro de Treinamento de Cosmonautas Yuri Gagarin, na Cidade das Estrelas, Rússia.
Em outubro de 2004, Furukawa transferiu-se para o Centro Espacial Lyndon Johnson, em Houston, no Texas, onde entrou para o curso de astronautas da NASA, que completou qualificando-se em 2006. Neste período, ele passou por extenso treinamento nos sistemas do ônibus espacial e da ISS, testes psicológicos, qualificação de voo nos aviões T-38 e sobrevivência na água e na selva.
Em 7 de junho de 2011, ele foi ao espaço integrando a tripulação da Soyuz TMA-02M, para uma permanência de seis meses na Estação Espacial Internacional integrando as Expedições 28 e 29. Ele voltou à Terra em 22 de novembro de 2011, com a aterrissagem da TMA-02M e seus três tripulantes - Furukawa, Michael Fossum e Sergei Volkov - nas estepes do Casaquistão, após mais de 200 dias em órbita terrestre.